# Cheikhou Thioune
Cheikhou Thioune (Pikine, 15 novembre 1983) è un ex cestista senegalese con cittadinanza francese.

## Carriera
Con il Senegal ha disputato due edizioni dei Campionati africani (1999, 2009).